# Xiaochuan, Gansu
Xiaochuan är en köping i nordvästra Kina. Den ligger i Cheng härad i staden Longnan i provinsen Gansu, omkring 310 kilometer sydost om provinshuvudstaden Lanzhou. Antalet invånare är 18 098. Befolkningen består av 8 844 kvinnor och 9 254 män. Barn under 15 år utgör 18,0 %, vuxna 15-64 år 73 %, och äldre över 65 år 8,0 %.